# The Decemberists
The Decemberists (transkr. Desemberists) je američka muzička grupa iz Portlanda.

## Članovi

### Sadašnji
- Kolin Meloj — vokal, gitare, buzuki, usna harmonika (2000—)
- Nejt Kveri — bas-gitara, kontrabas, violončelo, prateći vokal (2000—2003, 2004—)
- Dženi Konli — klavijature, klavir, harmonika, glokenšpil, prateći vokal (2000—)
- Kris Fank — gitare, dobro, mandolina, bendžo, prateći vokal (2004—)
- Džon Moen — bubanj, udaraljke, prateći vokal (2005—)

### Bivši
- Ezra Holbruk — bubanj, udaraljke, prateći vokal (2000—2002)
- Rejčel Blumberg — bubanj, udaraljke, prateći vokal (2002—2005)
- Džesi Emerson — bas-gitara, kontrabas, prateći vokal (2003—2004)
- Petra Hejden — violina, prateći vokal (2004—2006)
- Sara Votkins — violina, gitara, udaraljke, prateći vokal (2011)

## Diskografija

### Studijski albumi
- (2002)
- (2003)
- (2005)
- (2006)
- (2009)
- (2011)
- (2015)
- (2018)
- As It Ever Was, So It Will Be Again (2024)

### izdanja
- (2001)
- (2004)
- (2005)
- (2006)
- (2011)
- (2015)
- (2018)

## Spoljašnje veze
- Zvanični veb-sajt
- na sajtu Diskogs
- na sajtu Jutjub
- na sajtu Fejsbuk
- na sajtu Instagram